# NGC 434
NGC 434 (również PGC 4325) – galaktyka spiralna z poprzeczką (SBab), znajdująca się w gwiazdozbiorze Tukana. Odkrył ją John Herschel 28 października 1834 roku.
Sąsiednia galaktyka PGC 4344 często nazywana jest NGC 434A.